# Philippe de Culant
Philippe de Culant († 1454) war ein französischer Adliger und Militär, der zum Marschall von Frankreich ernannt wurde, genannt Maréchal de Jaloignes.
Er war Chevalier, Seigneur de Culan, de Jalognes, de La Croisette, de Saint-Amant-le-Châtel, de Chalus und Seneschall des Limousin.

## Leben
Philippe de Culant war der zweite Sohn von Jean de Culant, Seigneur de La Crête, und Marguerite de Sully. Er war der Bruder von Charles de Culant, Großmeister von Frankreich und Neffe von Louis de Culant, Admiral von Frankreich.
Als Capitaine der Grosse Tour de Bourges diente er im März 1436 in der Normandie bei Montivilliers. Er wurde am 25. Juni 1439 zum Seneschall des Limousin ernannt und nahm ab 20. Juli 1439 an der Belagerung von Meaux teil. Am 1. März 1441 – während der Belagerung von Pontoise – wurde er als Nachfolger des Marschalls Retz († 26. Oktober 1440) zum Marschall von Frankreich ernannt. Pontoise wurde am 19. September 1441 gestürmt.
Er kämpfte im Guyenne als Kommandeur der Vorhut beim Entsatz des von den Engländern belagerten Tartas (23. Juni 1442), danach wurden Saint-Sever, Acqs, Marmande und La Réole eingenommen. Anfang 1444 begleitete er den Dauphin im Kampf gegen den Grafen von Armagnac, der sich nach der Belagerung von L’Isle-Jourdain dem Dauphin ergab, gefangen genommen und in Carcassonne eingesperrt wurde. Der Besitz des Grafen jenseits der Garonne wurde beschlagnahmt und dem König unterstellt.
Als die Schweizer 1444 den Herzog Siegmund von Österreich angriffen, der mit Radegonde de Valois, der Schwester des Dauphins verlobt war, versammelte er im Juli in Langres eine Armee unter dem Kommando des Maréchal de Jaloignes und dem Oberbefehl des Dauphins, brach nach Montbéliard auf, das besetzt wurde, und zog ins Oberelsass zwischen Straßburg und Basel weiter. Am 26. August 1444 wurden die Schweizer in der Schlacht bei St. Jakob an der Birs geschlagen. Am 28. Oktober 1444 wurde in Ensisheim ein Friedensvertrag geschlossen.
Nach seiner Rückkehr kommandierte er die Armee bei der Belagerung von Mantes, dessen Gouverneur er nach der Eroberung wurde. Am 28. März 1445 wurde in einem Dokument als Chevalier, Conseiller und Chambellan des Königs bezeichnet. Im gleichen Jahr diente er im Limousin.
1447 kämpfte er bei den Eroberungen von Taillebourg und Le Mans, 1449 bei den Einnahmen von Pont-Audemer, Château Gaillard und Rouen, 1450 bei den Einnahmen von Bayeux, Saint-Sauveur-le-Vicomte, Caen und Cherbourg, sowie allen weiteren Aktionen, die zur Unterwerfung der Normandie unter die Herrschaft des französischen Königs führten.
Ende des Jahres 1450 sandte ihn der König zusammen mit dem Comte de Penthièvre nach Guyenne. Sie eroberten Bergerac, dessen Gouverneur Jaloignes wurde, stürmten Jonzac und besetzten Montferrand., schließlich Sainte-Foix und Chalais im Mai 1451. Unter dem Kommando des Comte de Dunois wurde die Engländer bis Ende August vertrieben.
Im Gegenzug konnte der englische General John Talbot, der im Médoc lagerte, am 23. Oktober 1452 in Bordeaux einziehen, nachdem die Stadt sich gegen den König erhoben hatte; der regionale Adel öffnet ebenfalls den Engländern die meisten ihrer Festungen.
Jaloigne verteilte Truppen in den exponiertesten Festungen, der König kam 1453 nach Saint-Jean-d’Angély und belagerte Chalais, das im Sturm genommen wurde. Jaloigne und Marschall lLohéac zogen am 13. Juli vor Castillon auf, am 17. Juli kam es zur entscheidenden Schlacht bei Castillon, in der Talbot starb. Am Tag darauf ergab sich Castillon, Saint-Émilion, Saint-Macaire, Libourne, Langon, Villandraut, Fronsac und Châteauneuf-de-Médoc folgten. Bordeaux wurde belagert und kapitulierte am 17. Oktober. Die Stadt bekam Pardon, verlor aber sämtliche Privilegien, im Jahr darauf wurden zwei Burgen gebaut, das Château Trompette und das Château du Far, das später Château du Hâ genannt wurde, um die Stadt von außen zu schützen, aber auch, um die Bürger unter Kontrolle zu halten.
Philippe de Culant, Maréchal de Jaloignes, starb gegen Ende des Jahres 1454.

## Ehe und Familie
1441 heiratete er Anne de Beaujeu, Tochter von Édouard de Beaujeu, Seigneur d‘Amplepuis, und Jacqueline, Dame de Lignières. Sie bekamen eine Tochter, Marie Philippe de Culant (testiert 12. Juli 1466), Dame de Jaloignes et de La Croisette, die in zweiter Ehe Jean II. de Castelnau, Seigneur de Bretenoux et de Caumont, heiratete.
Jeanne de Beaujeu heiratete in zweiter Ehe den Baron Louis de Beauvau († 1462), den engen Freund von René d’Anjou, in dritter Ehe Jean de Baudricourt († 1499), ebenfalls Marschall von Frankreich.